# Quema de libros en Éfeso

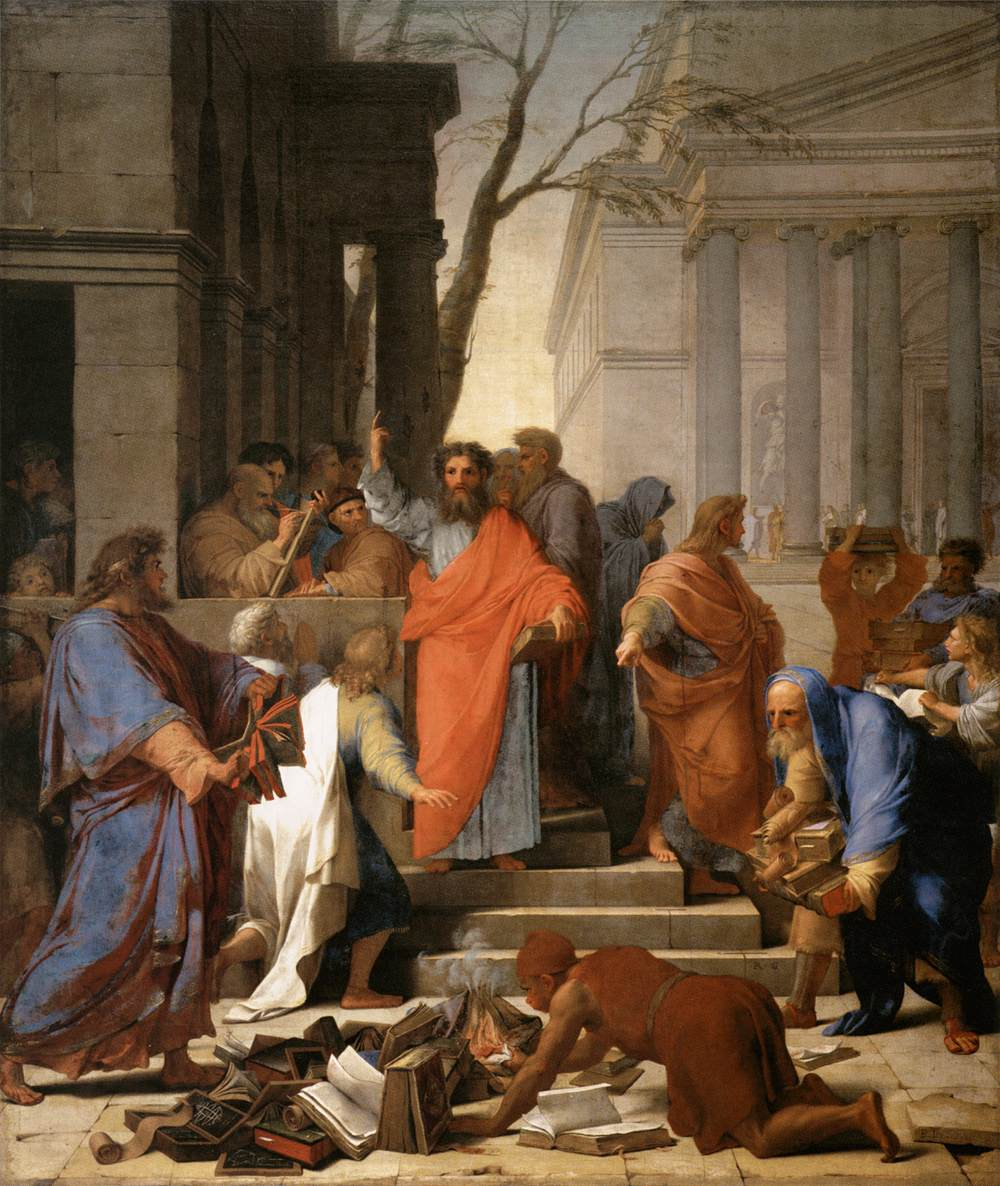
Eustache Le Sueur - La predicación de san Pablo en Éfeso, 1649. Esta pintura representa libros con figuras geométricas, en respuesta a Galileo Galilei, quien dijo en 1623 que “el libro de la naturaleza está escrito en figuras matemáticas”.

La quema de libros en Éfeso es un incidente registrado en el Libro de los Hechos en el que cristianos convertidos en Éfeso, influenciados por San Pablo, quemaron sus libros de magia. Hechos 19 registra cómo "varios de los que habían practicado artes mágicas juntaron sus libros y los quemaron a la vista de todos. Y contaron su valor, y hallaron que era cincuenta mil piezas de plata" (v. 19, NVI).
El versículo siguiente relata cómo "la palabra del Señor iba creciendo y prevaleciendo poderosamente". Simon Kistemaker ve estas cosas estrechamente relacionadas: "La ciudad de Éfeso se purgó de la mala literatura quemando libros de magia y se convirtió en el depósito de la literatura sagrada que constituía el canon del Nuevo Testamento".
Este evento fue interpretado por el erudito George Leo Haydock como la inspiración de la quema de libros: "Los emperadores cristianos, Constantino Magno, Valentiniano, Teodosio, Marciano y Justiniano, habían hecho leyes no menos estrictas para destruir que las de la Iglesia para proscribir el uso de libros perversos, donde es probable que se produzca un peligro".
Este evento es citado por el papa Gregorio XVI en su encíclica Mirari vos de 1832 en la que repudia la libertad de prensa.

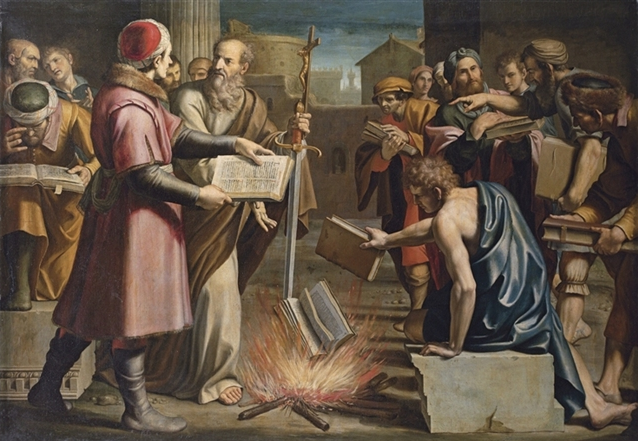
Lucio Massari, San Pablo y la quema de libros paganos en Éfeso, 1612.